# Gunsmoke (1953)
Gunsmoke (Brasil: A Morte Tem Seu Preço / Portugal: Barreiras de Fogo) é um filme estadunidense de 1953 do gênero faroeste, dirigido por Nathan Juran e estrelado por Audie Murphy e Susan Cabot.
O filme marca a primeira colaboração de Murphy com o produtor Aaron Rosenberg, que resultaria em outras cinco produções, entre elas To Hell and Back e Night Passage. Para maior realismo, Murphy fez questão de usar trajes iguais aos dos cowboys de verdade, inclusive deixando à mostra as marcas de suor no chapéu.
Apesar do título, este filme não tem nenhuma relação com a premiada série de TV do mesmo nome.

## Sinopse
Dois pistoleiros em fuga, Reb Kittredge e Johnny Lake, separam-se. Reb acaba contratado por Matt Telford, um barão do gado que está se apossando de todas as terras da região. Falta-lhe apenas o rancho de Dan Saxon e sua filha Rita. Rita tenta convencer Reb a mudar de lado, mas este resiste. Numa reversão de expectativas, Reb fica com o rancho em um jogo de cartas que Dan perde com segundas intenções. Agora, Reb, Rita  e os vaqueiros têm de conduzir uma manada até a ferrovia, porém são emboscados por Telford e seu novo capanga, o velho amigo de Reb, Johnny Lake.

## Elenco
| Ator/Atriz       | Personagem    |
| ---------------- | ------------- |
| Audie Murphy     | Reb Kittredge |
| Susan Cabot      | Rita Saxon    |
| Paul Kelly       | Dan Saxon     |
| Charles Drake    | Johnny Lake   |
| Mary Castle      | Cora Dufrayne |
| Jack Kelly       | Curly         |
| Jesse White      | Professor     |
| Donald Randolph  | Matt Telford  |
| William Reynolds | Brazos        |